# Waldfriedhof Zehlendorf

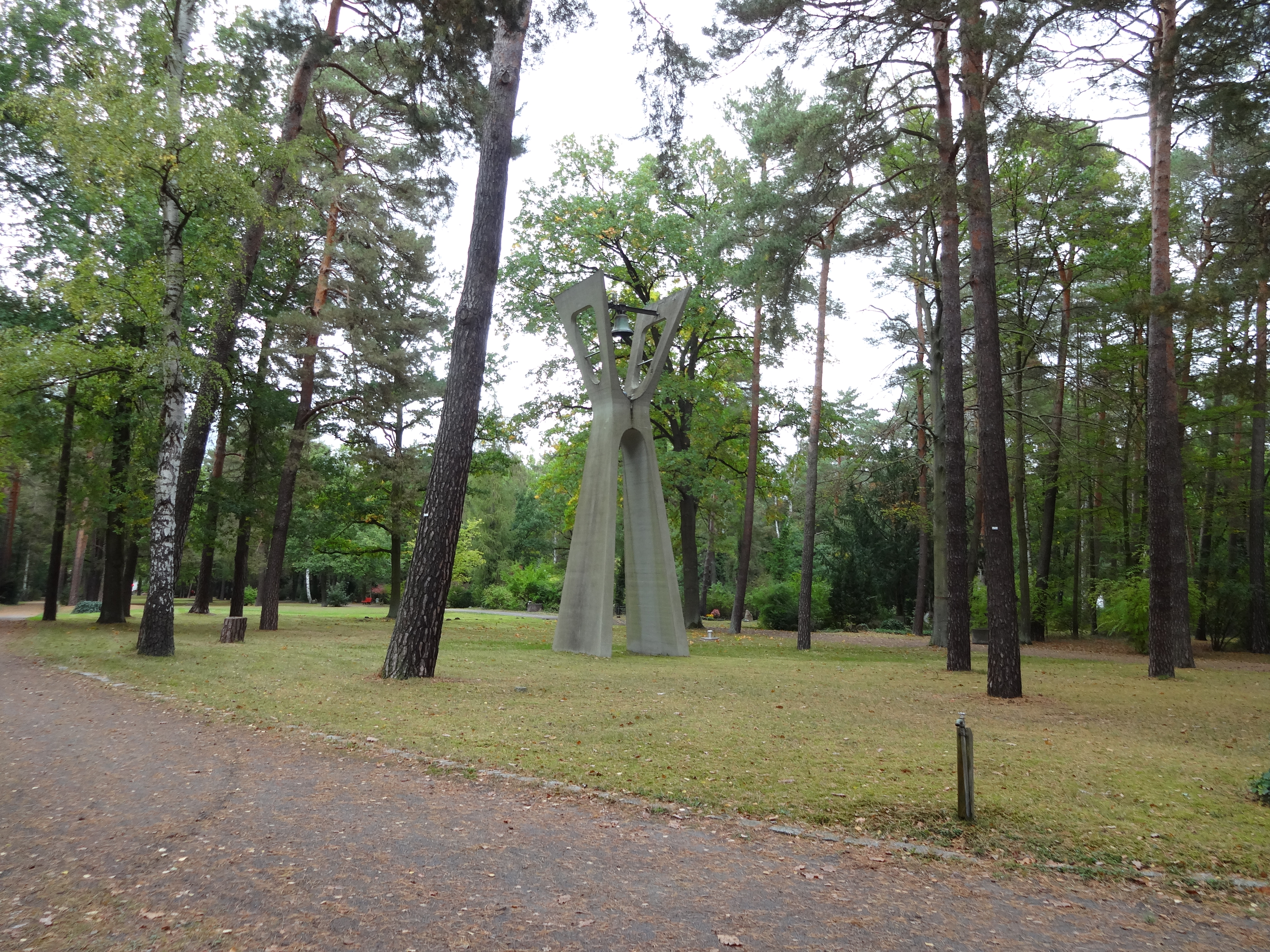
Campanile del cimitero della foresta di Zehlendorf

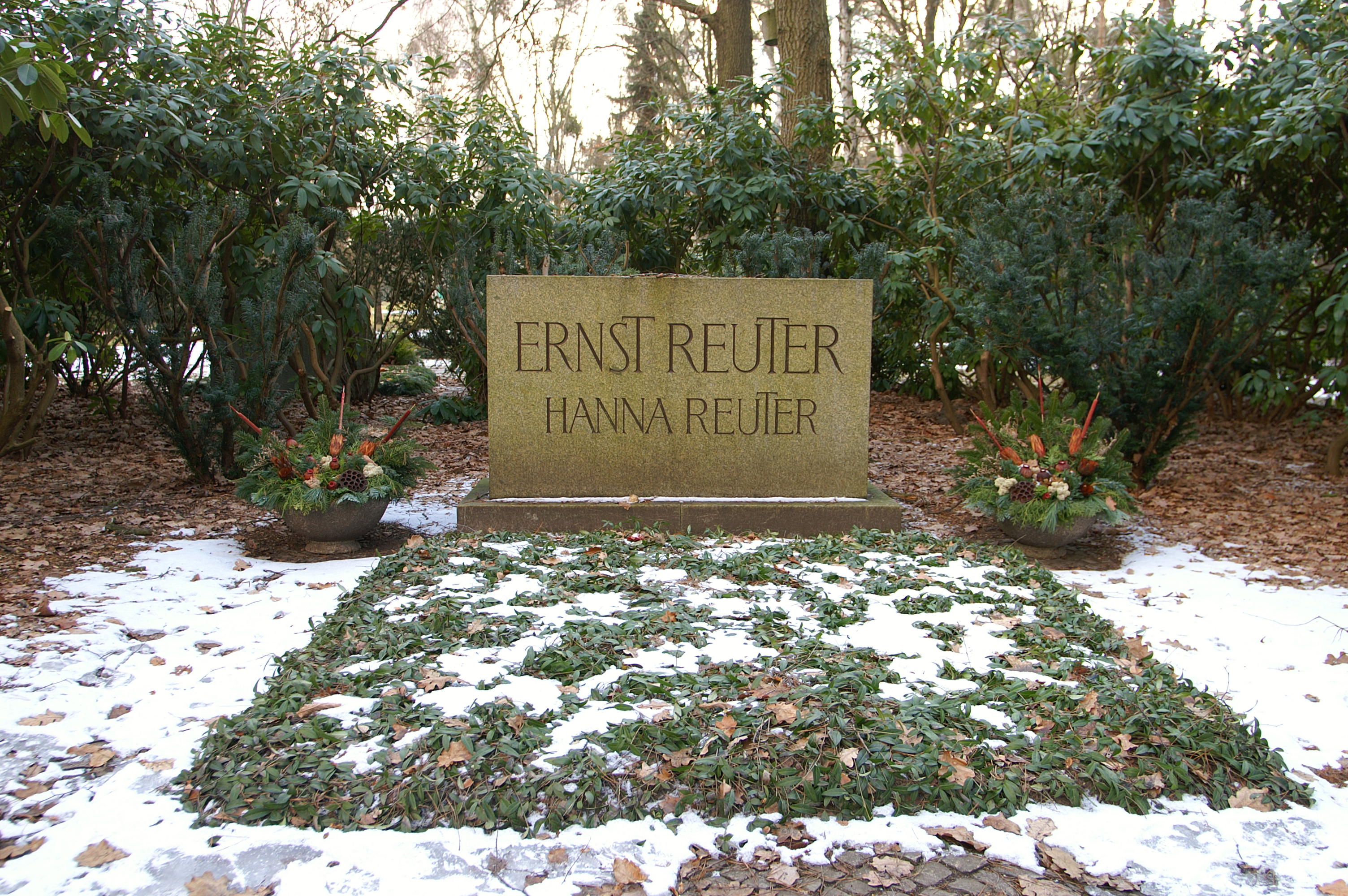
Tomba d'onore per Ernst Reuter

Il Waldfriedhof Zehlendorf (letteralmente: "cimitero forestale di Zehlendorf") è un cimitero di Berlino. Costruito nell'immediato dopoguerra, è notevole per la sua area di 375.794 m², che ospita circa 40.000, di cui 44 tombe d'onore. Qui sono sepolti Willy Brandt o Ernst Reuter.

## Storia
La parte settentrionale del cimitero fu progettata nel 1945 e sistemata tra il 1946 e il 1947 dall'architetto paesaggista Herta Hammerbacher. Tra il 1948 e il 1954 ebbe luogo un allargamento organizzato dal giardiniere paesaggista Max Dietrich. Il cimitero si trovava su una vecchia pineta vecchia di 50 anni che era parzialmente sgomberata. Ci sono molti alberi oltre a pini come querce, sorbo o betulle.

### Cimitero militare italiano
Parte dell'area funeraria è dedicata al memoriale per i soldati italiani morti durante la seconda guerra mondiale. Berlino era stata individuata dall'accordo tra Italia e Repubblica Federale Tedesca del 1955 sulle tombe di guerra come uno dei luoghi deputati ad ospitare cimiteri militari italiani per i cittadini italiani, militari e civili, morti nel conflitto mondiale. Il luogo individuato fu come in altri luoghi un cimitero appena completato come quello di Zehlendorf. Oggi sono presenti 1166 caduti, esumati tra 1955 e 1957 da oltre 70 località di Berlino e del Brandeburgo, soprattutto IMI (vennero qui sepolti i morti italiani della strage di Treuenbrietzen) e lavoratori civili. Tra di essi vi sono 1053 caduti noti, 111 ignoti e 2 noti non identificabili. Venne qui trasferito anche un caduto italiano della prima guerra mondiale (mentre gli altri caduti italiani di quel periodo sono sepolti nel cimitero militare italiano all'interno del Südwestkirchhof Stahnsdorf). Il cimitero, ampio 0,6 ettari, è di forma rettangolare, con le tombe disposte in riquadri divisi da viali alberati. Le tombe sono segnate da cippi in granito con targhe che riportano il nominativo e l'eventuale grado del caduto. Al centro vi è un viale lastricato che porta dall'ingresso a una piattaforma rialzata con un monumento che, analogamente agli altri cimiteri italiani in Germania costruiti dopo la Seconda Guerra Mondiale, è costituito da un'alta croce in marmo con alla base un altare per le celebrazioni.

## Tombe celebri
- Boleslaw Barlog (1906-1999), regista cinematografico e teatrale
- Hans Beirer (1911-1993), cantante d'opera
- Gerhard Bienert (1898-1986), attore
- Günther Birkenfeld (1901-1966), scrittore
- Boris Blacher (1903-1975), compositore
- Rut Brandt (1920-2006), scrittore
- Willy Brandt (1913-1992), politico e cancelliere federale dal 1969 al 1974
- Fritz Genschow (1905-1977), attore
- Martin Held (1908-1992), attore
- Hermann Henselmann (1905-1995), architetto e politico
- Helmut Käutner (1908-1980), attore e regista
- Jakob Kaiser (1888-1961), politico
- Gustav Klingelhöfer (1888-1961), politico
- Hildegard Knef (1925-2002), attrice, cantante e compositrice
- Julius Leber (1891-1945), politico e partigiano
- Paul Löbe (1875-1967), politico
- Wolfgang Menge (1924-2012), giornalista
- Bruno Paul (1874-1968), architetto
- Erwin Piscator (1893-1966), regista teatrale
- Gerhart Pohl (1902-1966), scrittore
- Erik Reger (1893-1954), scrittore
- Ernst Reuter (1889-1953), sindaco di Berlino
- Ernst Ruska (1906-1988), fisico
- Ulrich Schamoni (1939-1998), regista
- Hans Scharoun (1893-1972), architetto
- Walter Scheel (1919-2016), politico
- Wolfdietrich Schnurre (1920-1989), scrittore
- Klaus Schütz (1926-2012), politico
- Otto Suhr (1894-1957), sindaco di Berlino
- Wolfgang Zeller (1893-1967), compositore